# Christina Lindblom-Scherling
Christina Lindblom-Scherling (Falun, 28 juni 1940) is een schaatsster uit Zweden. Ze vertegenwoordigde haar vaderland op de Olympische Winterspelen 1960 in Squaw Valley, de Olympische Winterspelen 1964 in Innsbruck en de Olympische Winterspelen 1968 in Grenoble.

## Resultaten

### Olympische Spelen
| Jaar | Plaats       | Resultaten                                               |
| ---- | ------------ | -------------------------------------------------------- |
| 1960 | Squaw Valley | 15e 500 meter 14e 1000 meter 7e 1500 meter 5e 3000 meter |
| 1964 | Innsbruck    | 11e 500 meter 14e 1000 meter 6e 1500 meter 9e 3000 meter |
| 1968 | Grenoble     | 15e 500 meter 15e 1000 meter 9e 1500 meter 7e 3000 meter |

### Wereldkampioenschappen
| Jaar | Plaats       | Resultaten   |
| ---- | ------------ | ------------ |
| 1956 | Kvarnsveden  | 7e Allround  |
| 1957 | Imatra       | 10e Allround |
| 1958 | Kristinehamn | 10e Allround |
| 1959 | Sverdlovsk   | 12e Allround |
| 1960 | Östersund    | 9e Allround  |
| 1961 | Tønsberg     | 11e Allround |
| 1962 | Imatra       | 7e Allround  |
| 1963 | Karuizawa    | 21e Allround |
| 1964 | Kristinehamn | 10e Allround |
| 1965 | Oulu         | 22e Allround |
| 1967 | Deventer     | 23e Allround |
| 1968 | Helsinki     | 20e Allround |

### Europese kampioenschappen
| Jaar | Plaats     | Resultaten   |
| ---- | ---------- | ------------ |
| 1970 | Heerenveen | 21e Allround |

### Zweedse kampioenschappen
| Jaar | Allround |
| ---- | -------- |
| 1955 | Brons    |
| 1956 | Goud     |
| 1957 | Goud     |
| 1958 | Goud     |
| 1959 | Goud     |
| 1960 | Goud     |
| 1961 | Goud     |
| 1962 | Goud     |
| 1963 | Goud     |
| 1964 | Brons    |
| 1965 | Goud     |
| 1967 | Goud     |
| 1968 | Goud     |
| 1969 | Brons    |
| 1970 | Goud     |

## Persoonlijke records
| Afstand    | Tijd    | Datum            | Baan      |
| ---------- | ------- | ---------------- | --------- |
| 500 meter  | 47,00   | 4 februari 1968  | Davos     |
| 1000 meter | 1.36,50 | 25 februari 1970 | Stockholm |
| 1500 meter | 2.27,50 | 6 februari 1968  | Grenoble  |
| 3000 meter | 5.09,80 | 6 februari 1968  | Grenoble  |